# Alejandro Asensio
Alejandro Asensio Crespillo (Madrid, 14 de septiembre del 2000) es un futbolista español que juega como extremo izquierdo en el Rayo Vallecano "B" de la Tercera División RFEF.

## Trayectoria
Formado en la cantera de la AD Torrejón CF, debuta con el filial en la temporada 2019-20 en la Preferente de Madrid y en noviembre de 2020 empezó a ir convocado con el primer equipo en la Tercera División. Alejandro firma por el Rayo Vallecano el 24 de julio de 2021 para jugar en su filial en la nueva Tercera División RFEF y en los primeros meses de 2022 comienza a destacar como un importante jugador en el equipo B.
Logra debutar con el primer equipo rayista el 12 de mayo de 2022 al sustituir a Álvaro García en los minutos finales de una derrota por 1-5 frente al Villarreal CF en la Primera División.

## Clubes
Actualizado al último partido disputado el 20 de mayo de 2022.
| Club               | País   | Año       | Partidos | Goles |
| ------------------ | ------ | --------- | -------- | ----- |
| AD Torrejón "B"    | España | 2019-2020 | 18       | 3     |
| AD Torrejón        | España | 2020-2021 | 8        | 2     |
| Rayo Vallecano "B" | España | 2021-act. | 25       | 3     |
| Rayo Vallecano     | España | 2022-act. | 2        | 0     |